# Werner Fritz
Werner Fritz es un deportista alemán que compitió para la RFA en vela en la clase Star. Ganó una medalla de plata en el Campeonato Mundial de Star de 1989.

## Palmarés internacional
| \| Campeonato Mundial \| Campeonato Mundial \| Campeonato Mundial \| Campeonato Mundial \| \| Año \| Lugar \| Medalla \| Clase \| \| ------------------ \| -------------------- \| ------------------ \| ------------------ \| \| 1989 \| Porto Cervo (Italia) \| Medalla de plata \| Star \| |                      |                  |       |
| Campeonato Mundial |                      |                  |       |
| Año | Lugar                | Medalla          | Clase |
| 1989 | Porto Cervo (Italia) | Medalla de plata | Star  |